# Hiroyasu Ishida
Pour les articles homonymes, voir Ishida.
Hiroyasu Ishida (石田 祐康, Ishida Hiroyasu) est un réalisateur, animateur et scénariste japonais né le 3 juillet 1988. Il est également connu sous le pseudonyme de « Tete ». 
Il est principalement connu comme animateur et réalisateur au studio d'animation Colorido, où il réalise notamment le film Le Mystère des pingouins (Penguin Highway) et divers courts métrages d'animation, jusqu'à son départ du studio en 2024.

## Biographie

### Jeunesse et études
Hiroyasu Ishida naît en 1988 à Mihama, dans la préfecture d'Aichi. Ses parents étaient cultivateurs de mandarines mikan, et il vit enfant dans un abri pour pêcheurs réhabilité, au bord de l'océan. Intéressé par le dessin depuis tout petit mais sans le pratiquer, il commence à regarder plus fréquemment des séries animées quand il est écolier.
Il rejoint par la suite le lycée préfectoral Asahigaoka d'Aichi (en), qui possède un cursus dédié au dessin. En deuxième année de lycée, il assiste à un atelier destiné à la fabrication d'anime. À la suite de cela, il réalise en solitaire son premier court métrage animé, nommé Ai no Aisatsu - Greeting of Love.

### Courts métrages
Fin 2009, alors en troisième année de lycée, il réalise le court métrage animé indépendant Fumiko no Kokuhaku (ja) ("La confession de Fumiko"), avec cinq amis. Le film remporte plusieurs prix l'année suivante, dont une mention honorable comme meilleure animation pour adultes au Festival international du film d'animation d'Ottawa et un prix d'excellence au Japan Media Arts Festival de l'état japonais,. Fin 2024, il totalise plus de 7 millions de vues sur YouTube.
Après le lycée, il part étudier au département manga de l'Université Kyoto Seika. En 2011, son projet de fin d'études universitaires est un nouveau court métrage nommé Rain Town. Le film remporte à nouveau plusieurs prix, dont celui du meilleur espoir dans la catégorie "animation" du Japan Media Arts Festival 2011. Yasuda devient ainsi un animateur primé plusieurs fois à seulement 23 ans et alors qu'il a à peine fini son cursus universitaire, lui donnant une visibilité et une réputation certaines dans le milieu de l'animation.
Alors qu'il est étudiant-chercheur à l'université Seika après avoir obtenu son diplôme, son professeur et animateur vétéran Gisaburō Sugii lui propose un poste à temps partiel dans un studio d'animation. Il accepte, et découvre l'industrie de l'animation japonaise en travaillant sur la production du film Budori, l'étrange voyage.

### Studio Colorido (2011-2024)
En 2011, il rejoint le studio Colorido, alors nouvellement établi. Il est attiré par la perspective d'avoir un poste d'animateur et de réalisateur libre de créer plutôt qu'un poste d'assistant ou de "petite main", le président du studio Hideo Uda étant attiré par la qualité de ses courts métrages primés et voulant créer un studio dirigé par des créatifs.
En 2013, à 25 ans, il réalise son premier film d'animation commercial, le court métrage Hinata no Aoshigure (ja). En parallèle, le studio Colorido réalise de nobmreux courts métrages, beaucoup d'entre eux étant des publicités publiées en ligne, où Ishida est régulièrement animateur, réalisateur, ou character designer, et reste vu comme le leader créatif du studio.
En 2018 sort Le Mystère des pingouins (Penguin Highway), son premier long métrage, adapté d'un roman de Tomihiko Morimi dont il est fan des ouvrages,.
En 2022, il réalise son premier long métrage original, Les Murs vagabonds.

### Studio Asatte (depuis 2024)
En 2024, il annonce avoir quitté le studio Colorido plus tôt dans l'année pour rejoindre un studio récemment formé, Asatte. Son premier travail pour Asatte est un court métrage promotionnel pour le jeu de cartes à collectionner Pokémon,.

## Style et influences
Ishida cite les films Doraemon et Mobile Suit Gundam : Char contre-attaque comme ses films préférés, qui ont marqué sa jeunesse,. Il se dit également fortement influencé par la méthode de réalisation de Satoshi Kon, malgré les nombreuses différences entre ses thèmes et styles et ceux de Kon. Il loue notamment a capacité à rendre ses films cohérents et rythmés, et à identifier ce qui plaira au public.
De nombreuses œuvres d'Ishida ont pour protagonistes de jeunes enfants, ce qu'il explique par le fait qu'il trouve cette période « la plus amusante » et inspirante de la vie de chacun.
Ishida est vu comme un animateur et artiste maîtrisant notamment le mouvement des personnages dans l'espace tridimensionnel.

## Vie privée
Hiroyasu Ishida est marié, et a un enfant né en 2024[source secondaire souhaitée]. Il vit depuis 2021 au Jindai-danchi (ja), un complexe résidentiel de logements sociaux situé à Chōfu et Komae dans la métropole de Tokyo, qui inspirera divers éléments du film Les Murs Vagabonds,.

## Filmographie
Sauf mention contraire explicite, les informations de cette section sont tirées des cartons de crédits des œuvres mentionnées, ou de bases de données compilant ces mêmes crédits,.
| Année | Titre                                      | Format                                           | Rôle(s)                                                                                         |
| ----- | ------------------------------------------ | ------------------------------------------------ | ----------------------------------------------------------------------------------------------- |
| 2006  | Ai no Aisatsu - Greeting of Love           | Court métrage indépendant                        | Projet en solitaire                                                                             |
| 2007  | Sorairo no Yume                            | Court métrage indépendant (projet lycéen)        | Projet en solitaire                                                                             |
| 2009  | Fumiko no Kokuhaku (ja)                    | Court métrage indépendant                        | Réalisateur, animateur, décors, animation 3D, montage, effets sonores                           |
| 2011  | rain town                                  | Court métrage indépendant (projet universitaire) | Projet en solitaire                                                                             |
| 2012  | Budori, l'étrange voyage                   | Long métrage                                     | Assistant animation et photographie                                                             |
| 2013  | Hinata no Aoshigure (ja)                   | Court métrage                                    | Réalisateur, scénariste, animation 3D, direction artistique, directeur de photographie, montage |
| 2013  | Control Bear - WONDER GARDEN               | Court métrage publicitaire                       | Direction d'animation, animation clé                                                            |
| 2014  | Poulette no Isu                            | Court métrage                                    | Réalisateur, assistant-directeur d'animation, direction artistique, directeur de photographie   |
| 2014  | FASTENING DAYS                             | Court métrage                                    | Réalisateur, character design, direction d'animation, storyboard et décors (générique de fin)   |
| 2015  | Le Typhon de Noruda                        | Court métrage                                    | Character design, direction d'animation                                                         |
| 2016  | FASTENING DAYS 2                           | Court métrage                                    | Réalisateur, assistant-directeur d'animation                                                    |
| 2018  | Le Mystère des pingouins (Penguin Highway) | Long métrage                                     | Réalisateur, story-board                                                                        |
| 2020  | Loin de moi, près de toi                   | Long métrage                                     | Animation clé                                                                                   |
| 2022  | Zutomayo - Blush                           | Clip vidéo                                       | Réalisateur                                                                                     |
| 2022  | Les Murs vagabonds                         | Long métrage                                     | Réalisateur, co-scénariste, story-board                                                         |
| 2023  | Burn the Witch #0.8                        | Moyen métrage                                    | Sous-réalisateur                                                                                |
| 2024  | Pokémon TCG - 9-tsu no Bôken               | Court métrage publicitaire                       | Réalisateur en chef                                                                             |